# The Red Piano Show
The Red Piano Show war eine Show des britischen Musikers Elton John, die in Paradise im Caesars Palace aufgeführt wurde. Die Show fand am 22. April 2009 das letzte Mal statt und wurde durch die Cher-at-the-Colosseum-Show von Cher und The Showgirl Must Go On von Bette Midler ersetzt.

## Inhalt
Die zentrale Rolle in der Show spielte das rote Piano. Im Hintergrund befand sich eine zehn Meter hohe und fast 30 Meter breite Leinwand. Auf dieser sah der Zuschauer speziell an die Songs angepasste Videos, die vom preisgekrönten Fotografen und Filmemacher David LaChapelle kreiert wurden. Das Video zu Someone Saved My Life Tonight erzählt sehr offen die Geschichte eines tatsächlich so stattgefundenen Selbstmordversuches von Elton John. Bei Daniel geht es um einen Vietnam-Veteranen, der dort sein Augenlicht verloren hat. Das Video, das zu Rocket Man gezeigt wurde, wurde ursprünglich für einen Song namens This Train Don’t Stop There Anymore aufgenommen und veranschaulicht die Einsamkeit, die der Ruhm mit sich bringt. Gezeigt wurde auch ein Video zu Candle in the Wind.
Während I’m Still Standing gespielt wird, war ein Video zu sehen, das Elton Johns verschiedene Bühnenoutfits und Auftritte zeigt. Elton John sagte dazu: „Bei einigen Filmaufnahmen habe ich mich gefragt: Habe ich das wirklich getragen, habe ich das wirklich gemacht?“ Believe bezeichnete Elton John als seinen Lieblingsteil der Show. Zu Pinball Wizard wurden die Spielkasinos der Wüstenmetropole Las Vegas gezeigt. Im Video zu The Bitch Is Back legte Pamela Anderson einen Tanz an der Stange hin. Während des Songs Saturday Night’s Alright For Fighting wurden einige Zuschauer auf die Bühne geholt. Am Ende der Show wurde zu Your Song das Wort „LOVE“ in riesigen, aufblasbaren Lettern auf der Bühne aufgebaut.

## Titelliste
1. Bennie and the Jets
2. Philadelphia Freedom
3. Believe
4. Daniel
5. Rocket Man
6. I Guess That’s Why They Call It the Blues
7. Someone Saved My Life Tonight
8. Goodbye Yellow Brick Road
9. Sorry Seems to Be the Hardest Word
10. Tiny Dancer
11. Bandvorstellung
12. Don’t Let the Sun Go Down on Me
13. Candle in the Wind
14. Pinball Wizard
15. The Bitch Is Back
16. I’m Still Standing
17. Saturday Night’s Alright for Fighting
18. Your Song

## Europa-Tour
Im Dezember 2007 brachte Elton John die Show zum ersten Mal außerhalb Las Vegas auf die Bühne. Der Gig in der O2-Arena in London war ein Erfolg und die Inspiration zu einer Tour durch Europa, die vom Spätherbst bis Ende des Jahres 2009 durchgeführt wurde.

## Auszeichnungen
- Nr.1 Las Vegas Show of 2004 (Las Vegas Review Journal)
- Most Exciting Show of 2004 (Las Vegas Review Journal)
- Best Performer Las Vegas 2004 (für Elton) (Las Vegas Life Magazine)
- The Best of Las Vegas 2005 Award in der Kategorie Best All-Around Performer

## DVDs und CDs
2008 wurde eine DVD-Box veröffentlicht, die neben der Aufzeichnung einer kompletten Show eine Bonus-DVD mit Interviews mit Elton John, zweier Bandmitglieder und David LaChapelle beinhaltet und somit einen Einblick in die Hintergründe der Show bietet. Weiters liegt eine Audio-CD mit dem Live-Mitschnitt der Show bei.